# Ernest Ier de Schaumbourg

Ernest Ier de Schaumbourg (né vers 1441 - † 22/23 juillet 1471) fut évêque de Hildesheim de 1458 à sa mort

## Biographie

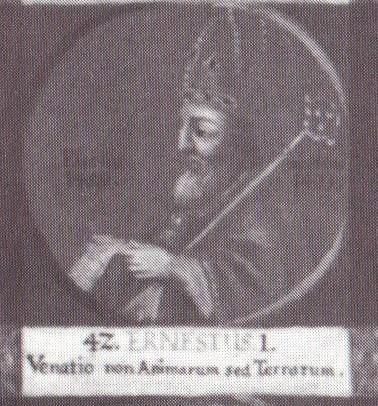
Ernest de Hildesheim représenté dans un médaillon avec tous les évêques de Hildesheim jusqu'à la fin du XVIIIe siècle. La devise latine signifie: Chasse pour des domaines pas pour nos âmes..

Fils de Otto II de Schaumbourg de comte de Holstein-Pinneberg.
il est nommé dès 1445 chanoine à Hildesheim et en 1458 il est désigné comme évêque et successeur de son beau-frère Bernard II de Brunswick-Lunebourg à l'âge de 17 ans et confirmé en décembre 1458. Le 29 aout 1459 il est ordonné prêtre et reçoit sa consécration épiscopale le 8 décembre suivant. Passionné de chasse et de combats, il introduit en 1459 des restrictions à la juridiction de l'église.
il est incapable de protéger son évêché  des dévastations des princes voisins. Pendant son épiscopat 
le « Chapitre des sept donateurs » (allemand: Sieben Stifter) est mentionné pour la première fois  dans le territoire de la principauté ecclésiastique de Hildesheim. En 1469, sa cité conclut une alliance défensive avec le duc  Othon V de Brunswick-Lunebourg. Il meurt de chagrin le  22/23 juillet 1471, à la suite 
des déconvenues survenues lors d'un conflit avec son successeur le duc Frédéric II.

## Sources
- (en) catholic-hierarchy.org Bishop Ernst von Schaumberg

- (en) Cet article est partiellement ou en totalité issu de l’article de Wikipédia en anglais intitulé « Ernest I of Schauenburg » (voir la liste des auteurs).,
- Anthony Marinus Hendrik Johan Stokvis, Manuel d'histoire, de généalogie et de chronologie de tous les états du globe, depuis les temps les plus reculés jusqu'à nos jours, préf. H. F. Wijnman. éditions Brill Leyde 1890-93, réédition  1966, Volume  III, Chapitre VIII, Tableau généalogique no 45 p. 119.